# تپه دارپیره عزیزآباد
تپه دارپیره عزیز آباد مربوط به دوران پیش از تاریخ ایران باستان تا دوران‌های تاریخی پس از اسلام است و در شهرستان صحنه، بخش دینور، روستای عزیز آباد واقع شده و این اثر در تاریخ ۴ خرداد ۱۳۸۴ با شمارهٔ ثبت ۱۱۸۰۷ به‌عنوان یکی از آثار ملی ایران به ثبت رسیده است.